# 47005 Chengmaolan
47005 Chengmaolan este un asteroid din centura principală de asteroizi.

## Descriere
47005 Chengmaolan este un asteroid din centura principală de asteroizi. A fost descoperit pe 16 octombrie 1998 la Xinglong în cadrul programului Beijing Schmidt CCD Asteroid Program. Asteroidul prezintă o orbită caracterizată de o semiaxă mare de 2,70 ua, o excentricitate de 0,21 și o înclinație de 1,8° în raport cu ecliptica.